# ياكاري
ياكاري هو مسلسل رسوم متحركة فرنسي مُقتبس من سلسلة قصص مصورة فرنسية، أنتج عام 1983 ويتكون من 52 حلقة وتمت دبلجة المسلسل للغة العربية.

## القصة
المسلسل يحكي بشكل عام عن مغامرات طفل هندي أحمر أي من الهنود الحمر، وهو فتى مغامر محبٌّ لاستكشاف الطبيعة من حوله، ينطلق في مغامرات مثيرة ومشوقة في السواحل والوديان القريبة من مساكن قبيلته.
خلال مغامراته المتواصلة، يلتقي «ياكاري» الكثير من الحيوانات، والتي يمكنه التحدّث معها ومساعدتها في حلّ ما قد يواجهها من مشكلات.
تجمعة الصداقة القوية بين «ياكاري» وفتاة من قبيلته تُدعى «قوس قزح»، ويظهر له بين الحين والآخر النسر الكبير الذي يقدم له النصائح ويرشده إلى طريقة حلّ المشكلات، كما أن حصانه المُسمى «الرعد الصغير»، يعتبر رفيقه الدائم والمخلص، وكذلك بوفالو الذي  يشارك «ياكاري» في بعض مغامراته، ويتمتع بروح المنافسة والإقدام.
يتعلم «ياكاري» من مغامراته الكثير من الدروس والعبر المفيدة، وتنمو عنده الكثير من القيم الإيجابية كالتسامح، الصداقة، والعدل، إضافة إلى تعلّم أهمية معاملة الآخرين بلطف، والحفاظ على البيئة وعدم الإضرار بها.

## روابط خارجية
- ياكاري على موقع IMDb (الإنجليزية)
- ياكاري على موقع ألو سيني (الفرنسية)
- ياكاري على موقع قاعدة بيانات الفيلم (الإنجليزية)